# Diócesis de Duleek
La diócesis de Duleek o de Daimlaig (en latín: Dioecesis Davligensis, en inglés: Diocese of Duleek y en irlandés: Deoise na Damhliag) fue una circunscripción eclesiástica de la Iglesia católica en Irlanda. Se trataba de una diócesis latina, sufragánea de la arquidiócesis de Armagh. Fue suprimida en 1160 y restaurada como diócesis titular en 1969 como diócesis de Duleek o Daimlaig. Desde el 26 de julio de 2005 su obispo titular es Rutilio del Riego Jáñez, de los Sacerdotes Operarios Diocesanos.

## Territorio y organización
La diócesis extendía su jurisdicción sobre los fieles católicos de rito latino residentes en parte del Reino de Mide, en el área del condado de Meath en la provincia de Leinster.
La sede de la diócesis se encontraba en la localidad de Duleek (Damhliag o Daimlaig en gaélico irlandés), en el condado de Meath, en donde se encuentran las ruinas de la abadía y Catedral de Santa María, cuyo cementerio se encuentra junto a la actualmente no utilizada iglesia perteneciente a la Iglesia de Irlanda, que ocupa parte del sitio del monasterio primitivo destruido en 1536 por orden del rey Enrique VIII de Inglaterra.

## Historia

Mapa que muestra el Reino de Mide circa 900

Alrededor del año 450, san Kenan o Cianán, viajando a Tír Eoghain (Tyrone), se topó con un altar dedicado a un dios pagano. Lo destrozó y luego construyó en ese lugar la primera iglesia cristiana de piedra de Irlanda. Por este motivo el pueblo tomó su nombre —casa de piedras o iglesia de piedras—, del término irlandés daimh liag.
Según la tradición, la fundación de la diócesis de Duleek y la instalación de san Kenan en ella fueron obra de san Patricio. La abadía de Duleek sería entonces la primera fundación eclesiástica de san Patricio. Sin embargo, esto parece improbable. Lo más probable es que san Kenan buscara vivir una vida a imagen de san Patricio e imitarlo.
Duleek fue originalmente una abadía-obispado. En aquella época, los obispos de Irlanda carecían de jurisdicción episcopal ordinaria; los obispados eran más bien residencias monásticas.
Clonard y Duleek se encuentran entre las diócesis establecidas por el Sínodo de Ráth Breasail en 1111.
Entre 830 y 1171 Duleek fue saqueada por los vikingos unas once veces, en el último año por los normandos.
El Sínodo de Kells en 1152 estableció en Irlanda las diócesis territoriales que existían en el resto de Europa y marcó el nacimiento de la diócesis moderna, como sufragánea de la arquidiócesis de Armagh.
En 1160 (algunas fuentes dicen 1171/1172) la diócesis de Duleek se incorporó a la diócesis de Clonard, que desde 1202 pasó a ser la diócesis de Meath.

### Diócesis titular
Desde 1969 Duleek figura entre las sedes episcopales titulares de la Iglesia católica como diócesis de Duleek o Daimlaig. Desde el 26 de julio de 2005 su obispo titular es Rutilio del Riego Jáñez, obispo auxiliar emérito de la diócesis de San Bernardino.

## Episcopologio
- San Kenan † (circa 450-2 o 24 de noviembre de 488 o 489 falleció)
- San Fergus † (?-778 falleció)
- Gnia † (?-870 falleció)
- Cormac † (?-882 falleció)
- Colman † (?-902 falleció)
- Tuathal † (?-927 falleció)
- Caon Cambrach † (?-941 falleció)
- Giolla Mochua † (?-1117 falleció)

### Obispos titulares
- Francis Thomas Hurley † (4 de febrero de 1970-20 de julio de 1971 nombrado obispo de Juneau)
- Lawrence Joseph Riley † (7 de diciembre de 1971-2 de diciembre de 2001 falleció)
- Rutilio del Riego Jáñez, H.S.O.D. desde el 26 de julio de 2005